# Kim Chwa-chin

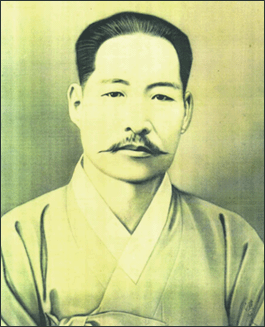
Kim Chwa-chin

Kim Chwa-Kinn oder Kim Jwa-jin (16. Dezember 1889 – 24. Januar 1930), manchmal auch als der Koreanische Machno oder unter seinem Pseudonym Baekya bekannt, spielte eine wichtige Rolle bei dem Versuch der Entwicklung des Anarchismus in Korea.

## Leben
Kim wurde in einer wohlhabenden Familie der Andong Kim Linie im Landkreis Hongseong in der Chungcheong Provinz geboren. Sein Vater war Kim Hyeong-Gyu. Als Kim 18 Jahre alt war, befreite er 50 Familien aus der Sklaverei, er verbrannte öffentlich das Sklaven-Register und gab jeder Familie genügend Land zum leben. Dies war die erste Sklavenbefreiung im modernen Korea.

## Tätigkeiten
Kim Chwa-chin erkannte früh den japanischen Imperialismus und kämpfte dagegen. 1919 gründete er die Northern military administration office army (북로 군정 서군, 北路 軍政 署 軍). Kim führte die Korean Righteous Armies in der Schlacht von Cheongsanni.
Danach wurde Kim zum Vorsitzenden eines Exekutivausschusses ernannt und versuchte, sich in die Unabhängigkeitsbewegungsgruppen in China und der Mandschurei zu integrieren. Als Anarchisten und nationalistische Gruppen im Jahr 1929 eine Rebellengemeinschaft in der Mandschurei in der Provinz Shinmin gründeten, wurde Kim Jwa-jin gewählt, um die Streitkräfte zu führen. Er war mit der Organisation betraut und führte Guerilla-Angriffe, die die Japaner stark belasteten. Obwohl die japanischen Soldaten weitaus erfahrener und besser bewaffnet als Kim Jwa-jin waren, waren Kims Angriffe, sowohl bei der Verteidigung der jungen anarchistischen Gemeinschaft in  Shinmin, als auch bei der Förderung anderer Gruppen in Nordost-Asien  erfolgreich und konnten die Okkupation verhindern. 
Kim Chwa-chin wurde 1930 von Geheimagenten ermordet. Obwohl seine Mörder nie gefunden wurden, konnte der Auftraggeber (Führungsoffizier) des Attentates ermittelt werden und er wurde hingerichtet.

## Shinmin nach Kim Chwa-chin
Nach der Ermordung von Kim Chwa-chin geriet die anarchistische Bewegung in Mandschukuo und in Korea unter massiven Druck. Japan schickte Armeen nach Shinmin, um den Süden anzugreifen, während die ehemaligen Verbündeten, die chinesische Sowjetrepublik, vom Norden her einmarschierte. Bis zum Sommer 1932 waren in Shinmin die prominentesten Anarchisten tot, und der Zweifrontenkrieg wurde unhaltbar. Die verbliebenen Anarchisten wurden in den Untergrund gedrängt und das anarchistische Shinmin existierte nicht mehr. 
Als führende Person der koreanischen Unabhängigkeitsbewegung wird an Kim in Nord- und Südkorea erinnert. Im Jahre 1991 wurde sein Geburtshaus in Hongseong restauriert. Zu seiner Ehre findet jedes Jahr ein Festival statt.

## Familie
- Vater: Kim Hyeong-Gyu
- 1. Frau: Lady Oh (오씨 부인)
- 2. Frau: Lady Kim (김씨 부인)
- Sohn: Kim Du-han
- Enkelin: Kim Eul-dong
- Urenkel: Song Il-gook
- Ururenkel: Song Dae-Han, Song Min-Guk, Song Man-Se